# Geschiedenis van Bahrein
De geschiedenis van Bahrein beslaat een periode van de oudheid tot de huidige monarchie. Bahrein stond waarschijnlijk al vroeg in verbinding met de cultuur van het oude Soemerië. Het is vrijwel zeker dat het land in die dagen Dilmun genoemd werd.

## Dilmun
Archeologisch onderzoek laat zien dat het eiland Bahrein in de late derde en vroege tweede millennium v.Chr het rituele en commerciële centrum van het koninkrijk Dilmun was. Voordien lag het zwaartepunt echter meer op de belendende Arabische kust. 

### Vroege periode
Al in het vijfde millennium was het gebied betrokken bij handel met Mesopotamië, maar aan het einde van het derde millennium verschoof het centrum van de handel naar het eiland Bahrein. Dit had mogelijk te maken met het droger worden van het Arabische binnenland. Dilmun was vooral belangrijk als tussenstation in de handel op Meluhha, het land van de Indusvallei (het huidige Pakistan). Er bestond een uitgebreid maritiem handelsnetwerk tussen de Harappa en de Mesopotamische beschaving met veel handelsverkeer door handelstussenpersonen van Dilmun. Van deze contacten getuigen ook korte inscripties in het schrift van Harappa op voorwerpen gevonden op Failaka, Bahrein en in Ra's al-Junayz en Ra's al Hadd.
Vanaf ongeveer 3000 v.Chr. tot 1600 v.Chr. groeide Dilmun uit tot een belangrijke handelspost. Nadien zakte de handel ineen omdat de Induscultuur plotseling ten onder ging om nog steeds niet erg duidelijke redenen.
Het belang van de handel wordt goed duidelijk door de vondsten van kleizegels in Sumer die uit zowel het Indusgebied en het gebied van de Perzische Golf stammen. De laatste waren stempels in plaats van rolzegels. Ze worden ook in Gujarat aangetroffen. Wat de handelswaar van deze overzeese handel precies geweest is, is minder duidelijk. We weten dat het Tweestromenland een gebrek had aan hout voor de tempelbouw. Verder is er sprake van edelstenen, ivoor, lapis lazuli (uit het huidige Afghanistan) en parels uit de Golf. Uitvoerproducten uit Sumer waren waarschijnlijk voornamelijk graan, olie, wol en weefsels. Verder had het land bijvoorbeeld bitumen. De handel is ook in handelsdocumenten in spijkerschrift terug te vinden.
Een belangrijke historische plek is de tell Qal'at al-Bahrein, waarvan de eerste vondsten van bewoning teruggaan tot 2300 v.Chr.

### Middenperiode
Door het ontstaan van een apart rijk in het Zeeland waren de handelscontacten tussen de Perzische golf en het Kassitische rijk Karduniaš enige tijd verbroken. Nadat het Zeeland in handen van de Kassieten viel, strekten dezen ook hun macht uit over Dilmun. Dit blijkt onder andere uit de archieven van de gouverneur van Nippur, Enlil-kidinni tijdens het bewind van Burnaburiaš II (1359-1333 v.Chr.) In deze tijd was Dilmun een onderdeel van het koninkrijk Karduniaš. Er zijn namelijk een aantal brieven aan Enlil-kidinni gevonden van Ilī-ippašra, de gouverneur van Dilmun.

### Late tijd
Dilmun wordt later genoemd als een vazalstaat van Assyrië in de 8e eeuw v.Chr. en het werd later geannexeerd door het Nieuw-Babylonische Rijk. Het schijnt dat daarna het belang van het land scherp terug liep, mogelijk omdat de handel in koper een einde nam en het gedwongen was terug te vallen op de minder belangrijke handel in specerijen en reukwerk.

## Laat-Klassieke tijd
Tot 700 n.Chr. was Bahrein een belangrijk centrum van de Nestorianen, een christelijke afsplitsing na het Eerste Concilie van Efeze.

## Islamitische veroveringen
Bahrein maakte al vanaf het begin deel uit van het Kalifaat van de Rashidun wat opgevolgd werd door de dynastie van de Omajjaden en vervolgens de Abbasiden.

## Koloniale tijd
De Bahrein-Eilanden waren vroeger bekend onder de naam Aval Eilanden. De Portugezen bestuurden Bahrein van 1507 tot 1602.
In 1602 namen de sjiitische Safawieden uit Perzië onder sjah Abbas de macht over. In 1783 greep na een langdurige strijd tussen Perzen en Arabieren de uit Koeweit afkomstige soennitische familie Khalifa de macht. Deze familie regeert het land tot op heden.
In 1805 werden relaties met de Engelsen aangeknoopt, die in 1820 in een verdrag en in 1867 in Brits protectoraat uitmondden. Van 1861 tot 1971 bestuurden de Britten het gehele eiland, maar in naam bleef Bahrein onafhankelijk. Sjeik Isa bin Salman al-Khalifa werd emir van het land in 1961. Isa's bewind werd gekenmerkt door de onafhankelijkheid van het land in 1971.

## Onafhankelijkheid
Terwijl de regering in eerste instantie de toetreding tot de Verenigde Arabische Emiraten had overwogen, besliste Isa, net zoals Qatar, niet toe te treden, uit onvrede met de voorgestelde grondwet. Hij probeerde een gematigde vorm van parlementaire democratie in te voeren, en de mannelijke bevolking had de mogelijkheid deel te nemen aan parlementsverkiezingen in 1973. In 1975 ontbond hij echter het parlement, omdat dit in 1974 geweigerd had een wet over de staatsveiligheid goed te keuren.
In 1999 volgde kroonprins Hamad zijn vader op. Hij wilde het opnieuw proberen met de democratie, en legde op 14 februari 2001 bij referendum een grondwet voor aan het electoraat. De uitkomst hiervan bepaalde dat het parlement de macht in handen zou krijgen, waarmee het land een constitutionele monarchie werd. Voor het eerst kreeg ook de sjiitische minderheid een plaats in de volksvertegenwoordiging. Maar de oom van de koning, sjeik Khalifa bin Salman Al Khalifa, die premier was sinds de onafhankelijkheid in 1971, bleef zitten en daarmee bleven echte veranderingen uit. Toen Khalifa na een premierschap van ruim vijftig jaar in november 2020 overleed, benoemde koning Hamad zijn oudste zoon, kroonprins Salman bin Hamad bin Isa Al Khalifa, tot diens opvolger.

## 21e eeuw

### Sjiitische protesten in 2011
In februari 2011 braken, net als in andere Arabische landen protesten uit tijdens de Arabische Lente. De demonstranten wilden meer rechten voor de sjiitische bevolking. Op verzoek van de koning van Bahrein vielen troepen uit Saoedi-Arabië en de Verenigde Arabische Emiraten op 14 maart Bahrein binnen. Zij sloegen de demonstraties bloedig neer, met vele doden tot gevolg. Een officieel rapport oordeelde later dat de politie "excessief geweld" gebruikte en dat arrestanten gemarteld werden. Ook werden de artsen die de gewonde betogers behandelden, veroordeeld tot lange gevangenisstraffen. Artsen zonder Grenzen mocht het land niet betreden en mensenrechtenactivisten uit het Westen werden aan de grens geweigerd. Op 1 juni 2011 werd de noodtoestand opgeheven.
In maart 2012 vond een demonstratie van merendeels sjiitische burgers plaats met 100.000 deelnemers, maar de regering lijkt vooralsnog weinig toe te willen geven aan de eisen van de betogers; harde repressie volgde waarbij wederom talrijke doden gevallen zijn. De sjiitische sjeik Isa Qassim riep de soennitische koning op tot troonsafstand en democratische verkiezingen.

### Abraham-akkoorden
In augustus en september 2020 was Bahrein samen met de Verenigde Arabische Emiraten ondertekenaar van de Abraham-akkoorden met Israël en de Verenigde Staten. Het akkoord hield in dat de landen hun betrekkingen met Israël normaliseerden. Op de achtergrond speelt het proxy-conflict met Iran een grote rol. Het akkoord betekende een diplomatiek succes voor toenmalig president Donald Trump.
Geschiedenis van:
Afghanistan · 
Armenië · 
Azerbeidzjan · 
Bahrein · 
Bangladesh · 
Bhutan · 
Brunei · 
Cambodja · 
China · 
Filipijnen · 
Georgië · 
India · 
Indonesië · 
Irak · 
Iran · 
Israël · 
Japan · 
Jemen · 
Jordanië · 
Joodse Autonome Oblast · 
Kazachstan · 
Kirgizië · 
Koeweit · 
Korea (Noord-Korea, Zuid-Korea) · 
Laos · 
Libanon · 
Maldiven · 
Maleisië · 
Mongolië · 
Myanmar · 
Nepal · 
Oezbekistan · 
Oman · 
Oost-Timor · 
Pakistan · 
Palestina · 
Qatar · 
Rusland ·  
Saoedi-Arabië · 
Siberië · 
Singapore · 
Sri Lanka · 
Syrië · 
Tadzjikistan · 
Taiwan · 
Thailand · 
Tibet · 
Toeva · 
Turkije · 
Turkmenistan · 
Verenigde Arabische Emiraten · 
Vietnam · 
Xinjiang
Midden-Oosten · Centraal-Azië · Zuid-Azië